# Arènes en folie
Pour plus de détails, voir Fiche technique et Distribution.
Arènes en folie (Fifa e arena) est un film italien réalisé par Mario Mattoli, sorti en 1948.
Avec 5,1 millions d'entrées, le film se place en tête du box-office Italie 1948.

## Fiche technique
- Titre français : Arènes en folie[1]
- Titre original : Fifa e arena
- Réalisation : Mario Mattoli
- Scénario : Steno, Marcello Marchesi, Mario Monicelli
- Photographie : Vincenzo Seratrice
- Montage : Giuliana Attenni
- Musique : Pippo Barzizza
- Scénographie : Piero Filippone
- Costumes : Dario Cecchi
- Affiche : Mario De Berardinis
- Producteur : 	Lorenzo Pegoraro
- Société de production : C.I.D., Metropa Films
- Pays de production :  Italie
- Langue : Italien
- Format : Noir et blanc — 35 mm — 1,37:1 — Son : Mono
- Genre : Comédie
- Durée : 80 minutes
- Dates de sortie :
  - Italie : 23 novembre 1948
  - France : 1er juillet 1949
  - Portugal : 16 décembre 1949

## Distribution
- Totò : Nicolino Capece
- Isa Barzizza : Patricia Cotten
- Mario Castellani : le bandit Cast
- Galeazzo Benti : George
- Franca Marzi: Estrellita
- Alda Mangini : Carmen
- Giulio Marchetti (it) : Paquito
- Vinicio Sofia : le manager de Paquito
- Ada Dondini : Tante Adele
- Luigi Pavese: il medico
- Irene Genna : Juanita
- Adriana Serra : Manuelita
- Cesare Polacco (it) : le banderillero
- Cesare Fantoni : un torero
- Ughetto Bertucci : le conducteur
- Raimondo Vianello : le directeur de l'hôtel
- Enzo Turco : le client du cireur de chaussures
- Manhe': un danseur
- Leho: l'autre danseur
- Nino Milano (it) : le cireur de chaussures
- Fulvia Mammi : la fille du raticide
- Guglielmo Inglese
- Adolfo Geri (it)
- Totò Mignone (it)
- Nino Marchetti (it) : le pilote d'Alitalia
- Felice Minotti
- Loris Gizzi : le professeur « Padreterno »
- Umberto Salvadori: le monsieur avec les vêtements tachés
- Giulio Panicali (it) : le narrateur
- Giorgio Costantini (it)
- Gianni Rizzo
- Gorella Gori (it)